# Wilhelm Grosser
Wilhelm Gustav Maximilian Grosser (* 26. November 1909 in Charlottenburg; † 12. Juli 1941 bei Ssitnja, Sowjetunion) war ein deutscher Leichtathlet, der in den späten 1920er Jahren als Sprinter erfolgreich war.

## Karriere
Zusammen mit Helmut Körnig, Alex Nathan und Hermann Schlöske, seinen Kameraden von SC Charlottenburg, gewann er 1929 und 1930 die Deutsche Meisterschaft über 4-mal 100 Meter.
Die 1929 in Breslau gelaufene Zeit von 40,8 s. bedeutete Einstellung des Weltrekords, den Arthur Jonath, Richard Corts, Hubert Houben und Helmut Körnig ein Jahr zuvor in Berlin aufgestellt hatten. Er wurde 1931 erneut eingestellt, und zwar von einer Mannschaft der University of Southern California, bevor er 1932 von Körnig, Georg Lammers, Erich Borchmeyer und Jonath auf 40,6 s gedrückt wurde.
Grosser fiel im Juli 1941 an der Ostfront nach Kopfschuss.